# Monty Wilkinson

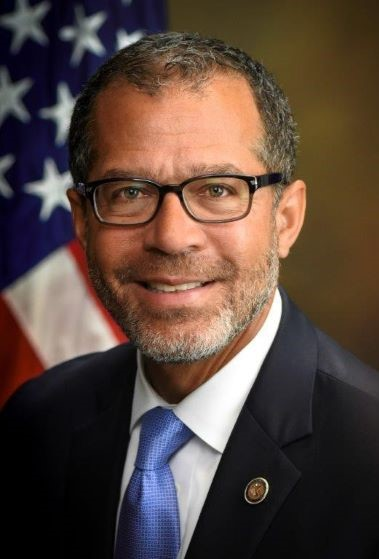
Offizielles Foto von Monty Wilkinson

Robert M. „Monty“ Wilkinson (geb. vor 1983) ist ein US-amerikanischer Rechtsanwalt, der vom 20. Januar bis zum 10. März 2021 als amtierender United States Attorney General fungierte. Wilkinson ist derzeit Direktor des Executive Office for United States Attorneys.

## Leben
Wilkinson machte 1983 seinen Abschluss am Dartmouth College und 1988 am Georgetown University Law Center.
Im Jahr 1989 war Wilkinson Rechtsreferendar von Eric Holder, damals Richter am Superior Court des District of Columbia. Er trat 1990 als Prozessanwalt in das US-Justizministerium ein und arbeitete anschließend als Sonderberater und Sprecher des US-Staatsanwalts für den District of Columbia. 1997 wurde er stellvertretender Generalstaatsanwalt. Wilkinson arbeitete für die Court Services and Offender Supervision Agency, das Büro des US-Staatsanwalts für den District of Columbia und die Anwaltskanzlei Troutman Sanders, bevor er 2009 zum stellvertretenden Stabschef und Berater des Generalstaatsanwalts ernannt wurde.
Im Jahr 2011 wurde Wilkinson zum stellvertretenden Hauptdirektor und Stabschef des Executive Office for United States Attorneys ernannt und 2014 zu dessen Direktor. 2017 wurde er zum Senior Counselor im Office of the Assistant Attorney General for Administration und 2019 zum Deputy Assistant Attorney General for Human Resources and Administration ernannt.
Vom 20. Januar 2021 bis zum 10. März 2021 war Wilkinson amtierender Generalstaatsanwalt der Vereinigten Staaten unter Präsident Joe Biden.
Nach der Bestätigung von Merrick Garland als Generalstaatsanwalt wurde Wilkinson erneut zum Direktor des Executive Office for United States Attorneys ernannt.